# 河西乡 (梁河县)
河西乡，是中华人民共和国云南省德宏傣族景颇族自治州梁河县下辖的一个乡镇级行政单位。河西乡位于梁河县城西北、大盈江西岸，是一个山坝区结合乡，乡政府驻地邦读村，海拔1180米。

## 历史沿革
原属腾冲县。1956年11月，当地划归梁河县。1958年，建先锋公社，1969年更名红旗公社。1971年复改红旗公社。1988年，改河西乡。

## 地理特征
全乡土地总面积120.2平方公里，年末有耕地26964亩，其中水田16039亩，旱地10925亩，人均耕地面积1.44亩。全乡以汉族为主，少数民族有傣族、阿昌族、德昂族、傈僳族、景頗族、佤族。

## 行政区划
河西乡下辖以下地区：
邦读村、丝瓜坪村、阳塘村、三锅疆村、勐来村、芒陇村、芒杏村和来连村。

## 产业
矿产资源丰富，有锡矿、硫矿、石灰石矿。1979年云南省地矿局在河西乡癞痢山、丝瓜坪等地发现锡矿。之后不断勘察生产，细分老熊窝、淘金处、三个硐、丝光坪（又称丝瓜坪）4个矿段。锡矿体主要产于花岗岩外接触带石炭系变质砂岩的断裂带中，呈似层状、脉状、透镜状产出。锡矿石为黄铁矿（褐铁矿）云英岩型，丝光坪矿段还有锡石——蛋白石型富矿石。2015年7月25日，光坪锡矿第三采选厂发生坍塌事故，造成11人被困，后经抢救成功全部救出。
当地有丙赛温泉、芒陇温泉，以地处丙赛村、芒陇村得名，属硫黄泉。

## 著名人物
- 尹明德：孟连村（今邦读行政村下属自然村）人，国民政府滇缅界务调查专员，中缅北段未定界专家、“尹明德线”制定者

## 中国传统村落
2013年8月，邦读村被评为第二批中国传统村落。